# Jean-Sébastien Jaurès

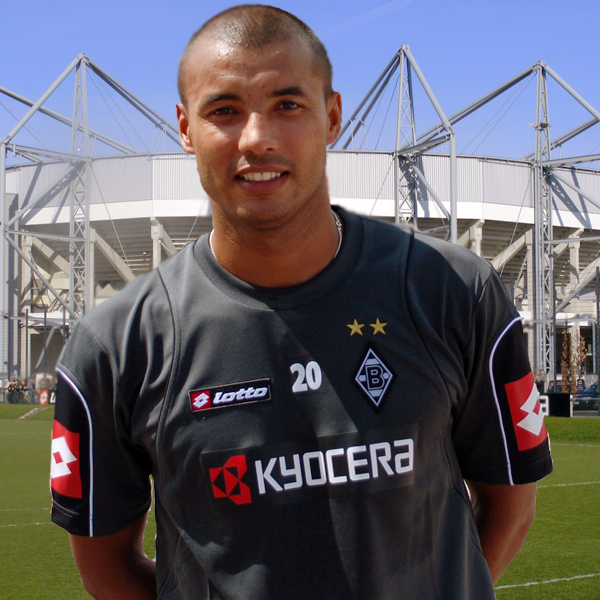

Jean-Sébastien Jaurès (Tours, 30 september 1977) is een Franse voetballer (verdediger) die anno 2007 voor de Franse eersteklasser AJ Auxerre uitkomt. Hij speelt al zijn heel profcarrière bij Auxerre. In 1996 werd hij landskampioen en in 2003 en 2005 won hij de Coupe de France met Auxerre.

## Carrière
- 1991-2008 : AJ Auxerre
- 2008- nu : Borussia Mönchengladbach